# メチルペンテン
メチルペンテン（英語: methylpentene）は、化学式がC6H12で表されるアルケンである。IUPAC命名法に従い、接頭辞のmethyl-はメチル基(-CH3)分枝があることを示し、-pent-は親鎖に炭素原子が5個あることを示し、接尾辞の-eneは二重結合があることを示す。
シス–トランス異性体、光学異性体を除き、メチルペンテンには以下の異性体が存在する。

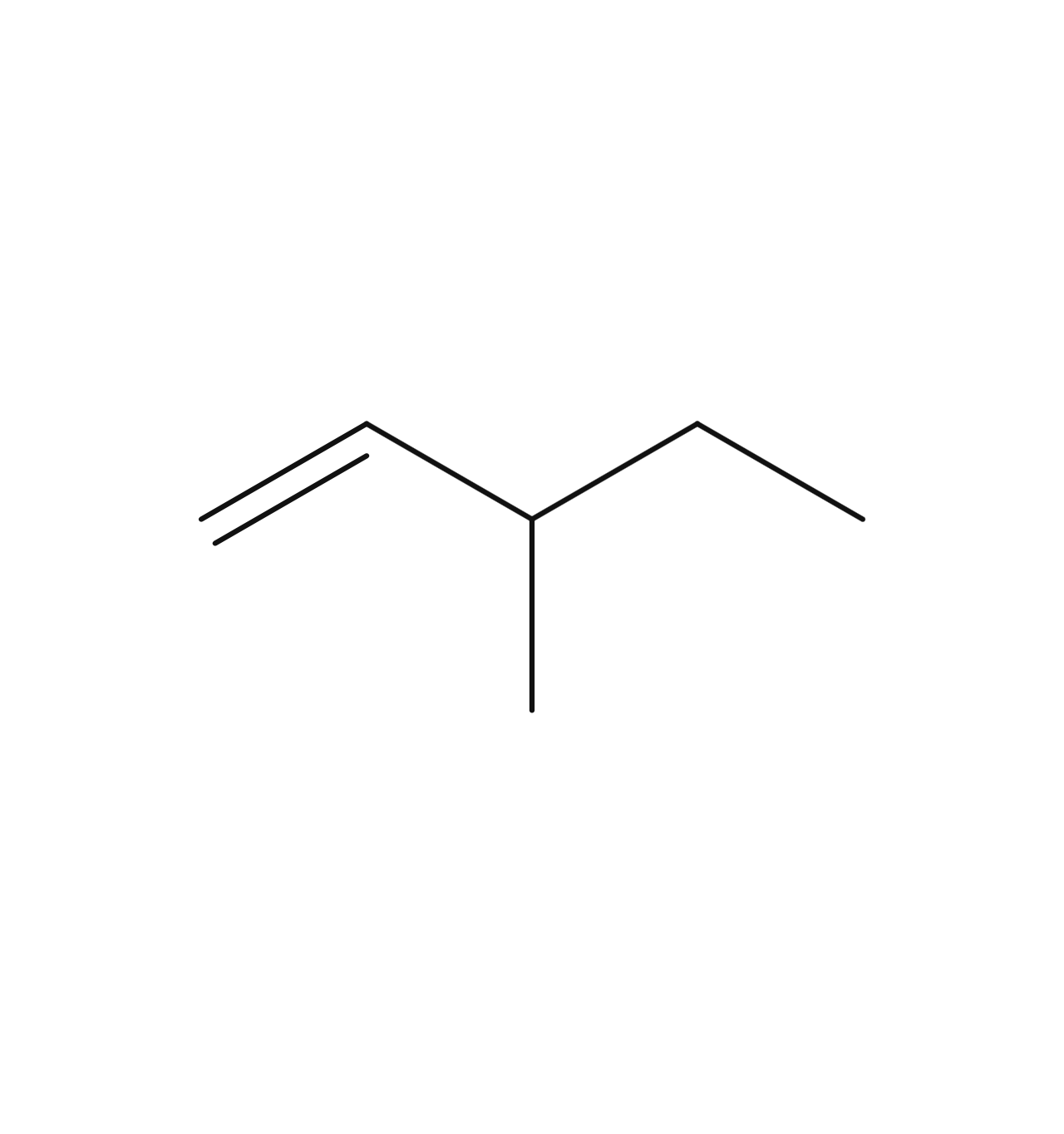
3-メチル-1-ペンテン
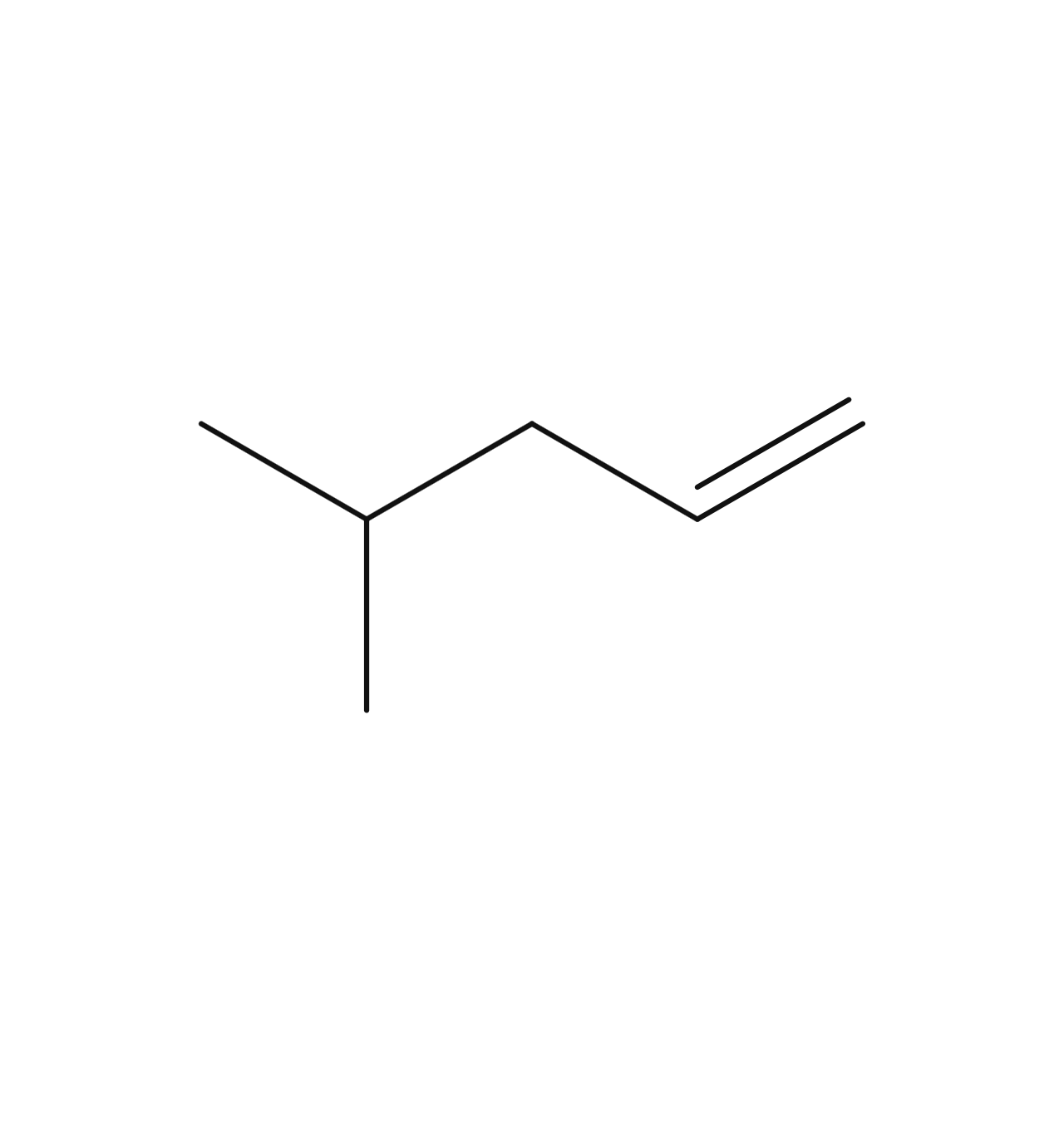
4-メチル-1-ペンテン
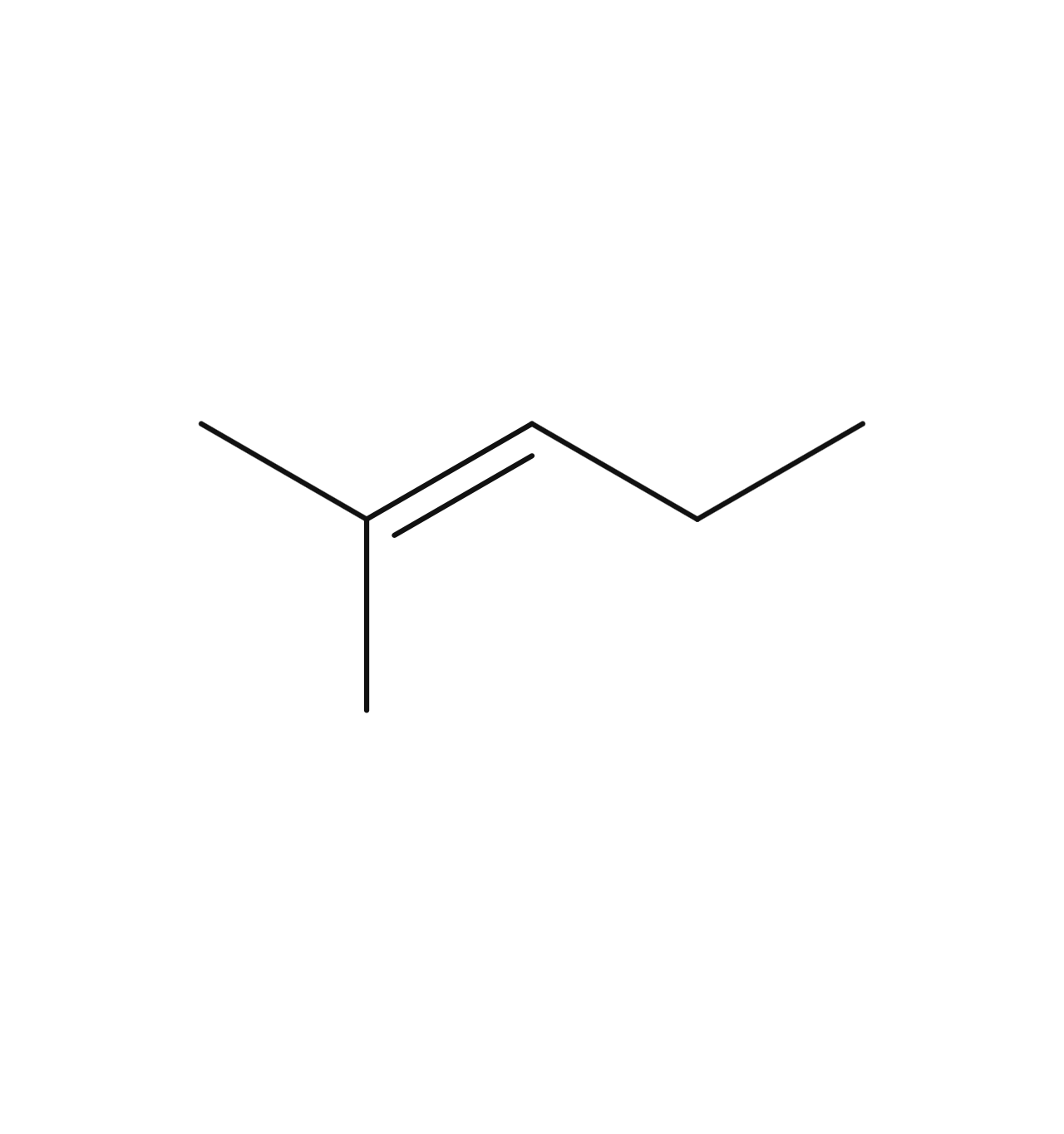
2-メチル-2-ペンテン
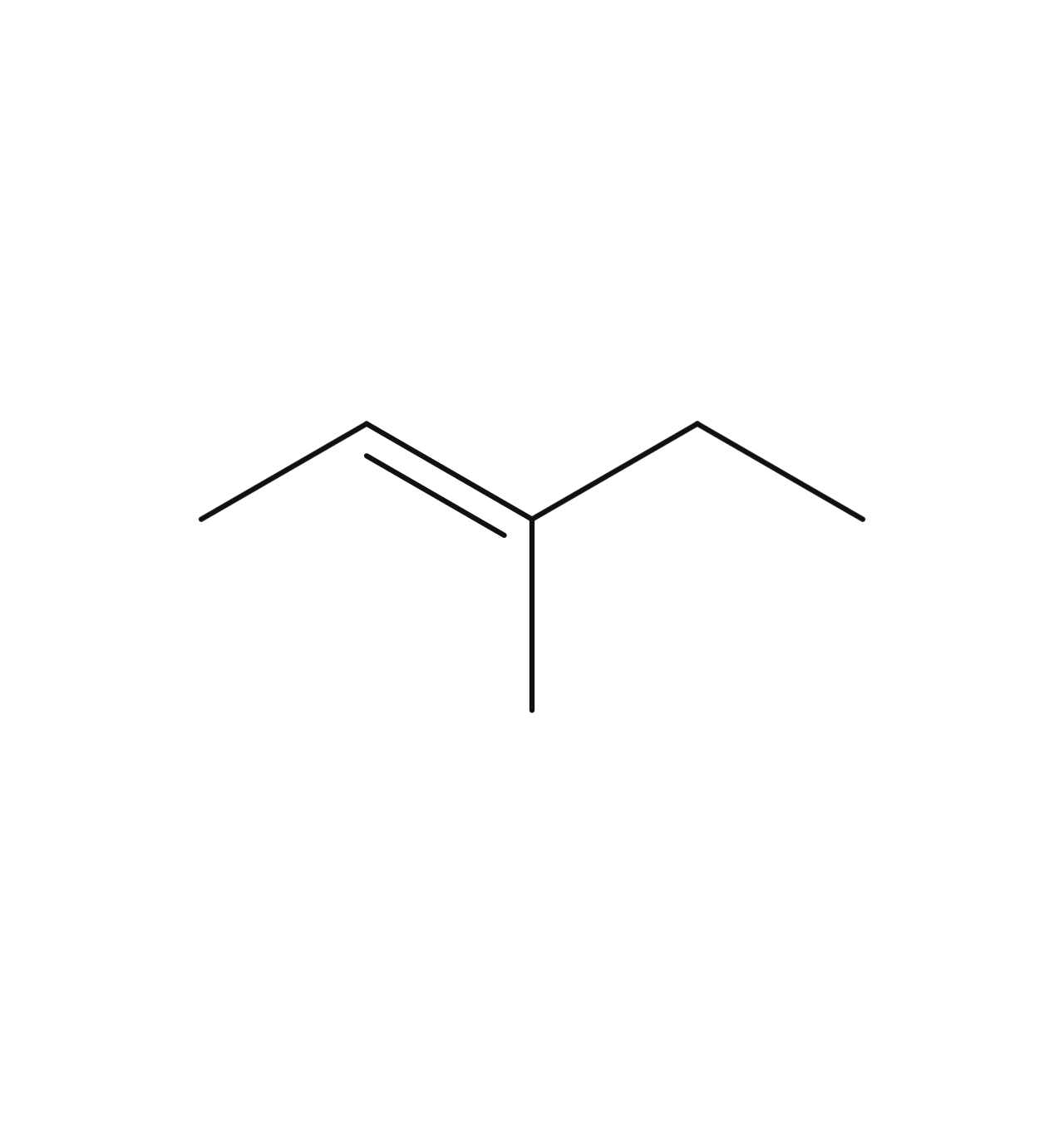
3-メチル-2-ペンテン
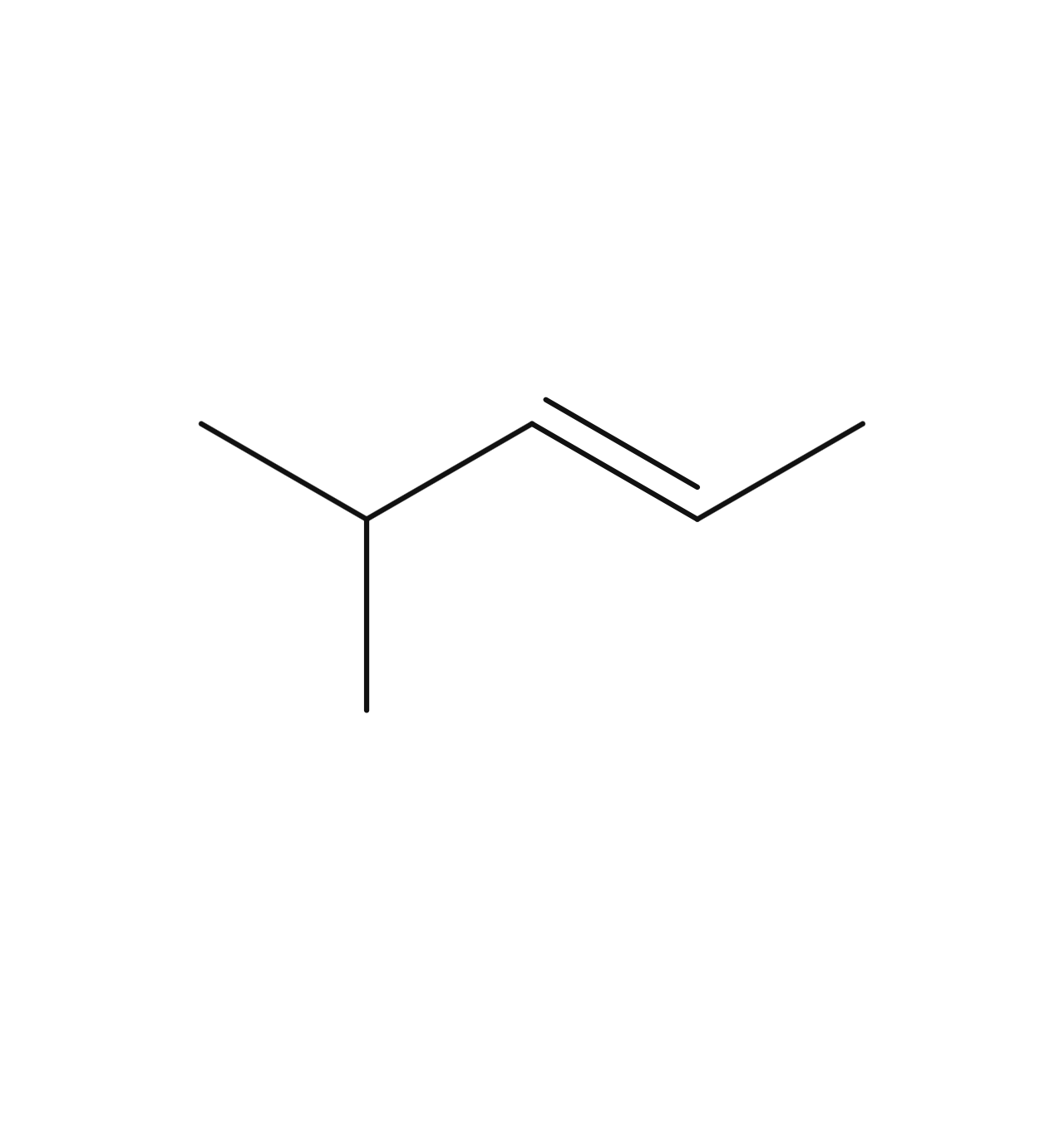
4-メチル-2-ペンテン
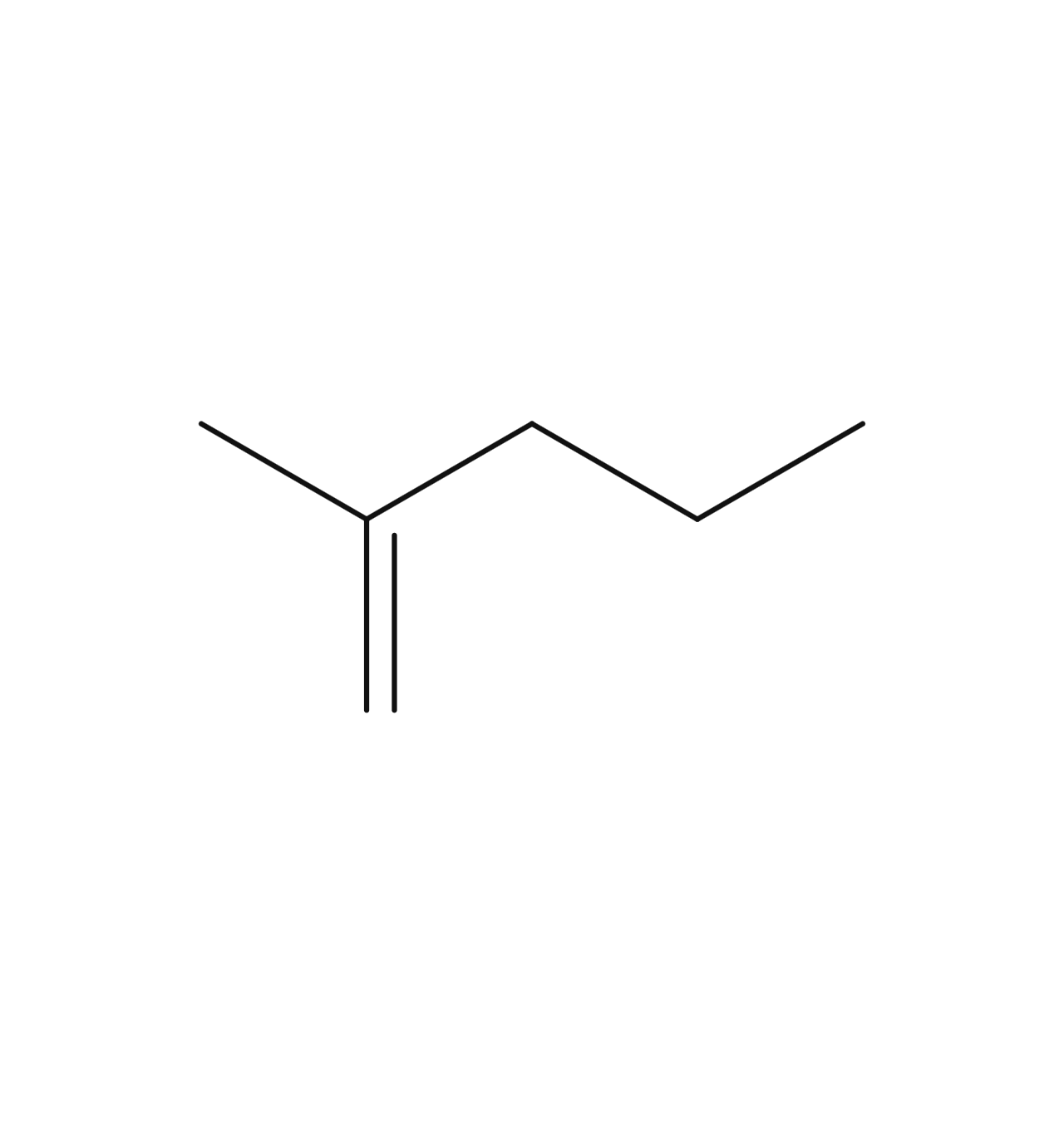
2-メチル-1-ペンテン